# Asterropteryx ovata
Asterropteryx ovata är en fiskart som beskrevs av Koichi Shibukawa och Suzuki 2007. Asterropteryx ovata ingår i släktet Asterropteryx och familjen smörbultsfiskar. Inga underarter finns listade.